# Ray J
Ray J, właściwie William Raymond Norwood Jr. (ur. 17 lutego 1981 w McComb) – amerykański piosenkarz R&B, autor tekstów, raper, aktor, osobowość telewizyjna i przedsiębiorca. Młodszy brat piosenkarki Brandy i kuzyn rapera Snoopa Dogga. W styczniu 2017 wziął udział w dziewiętnastym sezonie brytyjskiego reality show Celebrity Big Brother.

## Życiorys
Urodził się i dorastał w McComb w stanie Missisipi jako syn Sonji (z domu Bates) i piosenkarza gospel Williego Norwooda. Jego starsza siostra, Brandy Rayana Norwood (ur. 1979), jest wielokrotnie nagradzaną, platynową artystką nagrywającą. Dorastał w Carson w Kalifornii. Wkrótce przeniósł się z rodziną do Los Angeles w Kalifornii. W 1989, w wieku ośmiu lat zaczął brać udział w przesłuchaniach i występować w reklamach telewizyjnych różnych firm.
Grał przybranego syna L.J. Beckleya w sitcomie Fox The Sinbad Show (1993-1994). Został potem obsadzony w roli Cedrica Williamsa w dreszczowcu telewizyjnym HBO Wróg wewnętrzny (The Enemy Within, 1994), remake’u Siedem dni w maju z 1964, u boku Foresta Whitakera. W dramacie historycznym Once Upon a Time...When We Were Colored (1995) wystąpił w roli 12-letniego Cliffa. Po udziale w komedii fantastycznonaukowej Tima Burtona Marsjanie atakują! (Mars Attacks!, 1996), pojawił się jako Martin w filmie akcji Warner Bros. o superbohaterach opartym na postaci DC Comics Stalowy rycerz (Steel, 1997) z Shaquille O’Nealem. Jego wyluzowany wizerunek i chłopięcy wygląd spodobały się producentom sitcomu UPN Zwariowana rodzinka (Moesha), angażując go do roli Doriana „D-Money” Longa, którą grał od 30 marca 1999 zakończenia serii w 20 listopada 2000.
Podobnie jak w przypadku jego siostry Brandy, jego pasją stała się muzyka. Na swoim debiutanckim albumie R&B Everything You Want (1997), wydanym przez Elektra Records, napisał fragment utworu wraz z Kipperem Jonesem i w duecie z Brandy w funkowym utworze „Thank You”. W 2000 podpisał kontrakt z Atlantic Records i wydał swój drugi album This Ain’t a Game (2001). 20 września 2005 ukazał się w sklepach trzeci album Raydiation. Czwarty album studyjny All I Feel wydany został 8 kwietnia 2008.

## Życie prywatne
Od listopada 2000 do października 2007 był związany z Lil’ Kim. Od maja 2003 do maja 2006 był w związku z Kim Kardashian. W lutym 2007 pornograficzne domowe wideo, które nakręcił z Kardashian w 2002, zostało upublicznione. Seks taśma pary Kim Kardashian, Superstar przyniosła Kardashian dużą popularność. Kardashian pozwała Vivid Entertainment za własność taśmy. Pod koniec kwietnia 2007 Kardashian zrezygnowała z pozwu i dostała 5 mln dolarów od Vivid Entertainment.
12 sierpnia 2016 poślubił Princess Pilipinę Love w rzymskokatolickiej katedrze Świętej Wibianay w Los Angeles. Ma dwoje dzieci: córkę Melody (ur. 22 maja 2018) i syna Epika Raya (ur. 30 grudnia 2019). 5 maja 2020 doszło do separacji.

## Dyskografia

### Albumy solowe
- Everything You Want (1997)
- This Ain't a Game (2001)
- Raydiation (2005)
- All I Feel (2008)

### Inne albumy
- For the Love of Ray J (2009)